# Кулматова, Сатина
Сатина Кулматова (кирг. Сатина Кулматова; род. 27 ноября 1942, Фрунзенская область) — советский киргизский работник легкой промышленности, Герой Социалистического Труда (1983).

## Биография
Родилась 27 ноября 1942 года в селе Ленинское Сталинского района Фрунзенской области Киргизской ССР (ныне — Московского района Чуйской области Кыргызстана).
Начала трудовую деятельность в 1960 году мотальщицей на Фрунзенской хлопко-прядильной фабрике имени 50-летия СССР.
Высоко проявила себя умелой и опытной рабочей, регулярно достигающей высоких результатов в своей трудовой деятельности. Она с самого начала работая на фабрике показывала высокие результаты, однако во время соревнования прядильщиц в центре легкой промышленности Киргизии — городе Ош, оказалось, что и она не достигала высших результатов в республике. Тогда же она предложила создать школы опыта и практики в фабрике, позже сама и начав обучение в такой. Там она обучалась у известных прядильщиц и победительницы того самого соревнования — Сабиры Джунушевой, перенимала у них передовую практику, набиралась опыта. Кулматова отличалась от других не оборудованием, на котором работала, а путем совершенствования организации труда на своем рабочем месте, созданием новых методов и заимствованием передовой практики у своих коллег, что помогало ей сокращать затраты времени на различные операции. Смену бобин она производила за 10 секунд при нормативных 15, а если учитывать, что Сатина за рабочую смену производила 240 раз, следовательно она экономила 20 минут рабочего времени. Смену початка производила за пять секунд при плановых восемь, а обрыв нити ликвидировала за три секунды при норме в шесть. При вычислении времени, уделяемого на операции, получалось что она экономила 47,6 % рабочего времени. Вот поэтому прядильщица в годы девятой и десятой пятилеток выполняла два пятилетних плана, и пообещала сделать это в следующей пятилетке. Сатина Кулматова, наряду со сменщицей Сабирой Джунушевой, одной из первых освоила работу на новых мотальных автоматах, работая при этом по рациональной системе маршрута обхода, заключавшейся в одновременном обслуживании агрегатов и выполнять другие операции. Одной из первых она освоила работу на 3 автоматах (96 веретенах). Сатина отличалась тем, что добивалась своего. Например, когда в фабрике были установлены машины «Таштекстильмаш» с недоработками механизма укладки тканей, она вместе с коллективом добилась вызова из Ташкента рабочих, ответственных за производство этих машин и их замену качественными в мае 1984 года. План одиннадцатой пятилетки Кулматова выполнила 3 мая 1983 года, а до к 1985 года выполнила два пятилетних плана.
Указом Президиума Верховного Совета СССР от 2 августа 1983 года за выдающиеся трудовые достижения и большой личный вклад в досрочное выполнение заданий одиннадцатой пятилетки Кулматовой Сатине присвоено звание Героя Социалистического Труда с вручением ордена Ленина и золотой медали «Серп и Молот».
Активно участвовала в общественной жизни Киргизии. Член КПСС с 1968 года. Делегат XXVI и XXVII съездов КПСС, XVIII съезда Компартии Киргизии, избиралась членом ЦК Компартии Киргизии. Депутат Верховного Совета Киргизской ССР 9-го и 10-го созыва.
Проживала в городе Бишкек.